# Nampo Stadium
El Nampo Stadium es un estadio multiusos ubicado en la ciudad de Nampo, Corea del Norte.

## Historia
Fue inaugurado en 1973 y es utilizado principalmente para partidos de fútbol y cuenta con capacidad para 30000 espectadores.
El estadio ha sido renovado en dos ocasiones, y la selección nacional de fútbol lo utilizó en un partido de la clasificación de AFC para la Copa Mundial de Fútbol de 1986 ante Singapur.